# Christoph Grimm (Politiker, 1943)
Christoph Grimm (* 12. August 1943 in Frankfurt am Main) ist ein deutscher Politiker (SPD) und Jurist.

## Familie
Christoph Grimm ist verheiratet, hat drei Kinder und lebt in Trier.

## Ausbildung und Beruf
Nach dem Abitur am Trierer Friedrich-Wilhelm-Gymnasium im Jahre 1963 und Studium der Rechtswissenschaften war Grimm zunächst Richter am Amtsgericht und Landgericht in Trier. Ab 1981 bis 1995 war er Rechtsanwalt in Trier.

## Politik
Grimm ist seit 1968 Mitglied der SPD. Von 1979 bis 2006 war er Mitglied des Landtags Rheinland-Pfalz, dessen Präsident er vom 21. Mai 1991 bis 17. Mai 2006 war.
Am 15. Januar 2005 gab Grimm sein Amt als Vorsitzender der SPD Trier ab. Seine Nachfolgerin wurde Malu Dreyer, die ihn als SPD-Kandidatin für die Landtagswahl 2006 auch im Wahlkreis Trier ablöste.

## Auszeichnungen
- Leibniz-Medaille der Akademie der Wissenschaften und der Literatur Mainz (2004)

## Werke
- Christoph Grimm/Peter Caesar: Verfassung für Rheinland-Pfalz. Kommentar. Nomos Verlagsgesellschaft, Baden-Baden 2001, ISBN 3-7890-7071-8.